# Roberto Fernández Bonillo
 (décembre 2023).
Si vous disposez d'ouvrages ou d'articles de référence ou si vous connaissez des sites web de qualité traitant du thème abordé ici, merci de compléter l'article en donnant les références utiles à sa vérifiabilité et en les liant à la section « Notes et références ».
Ne pas confondre avec le footballeur paraguayen, vainqueur de la Copa América 1979, Roberto Fernández.
Pour les articles homonymes, voir Roberto.
Roberto Fernández Bonillo, appelé simplement Roberto lors de sa carrière de joueur (né le 5 juillet 1962 à Betxí) est un footballeur espagnol qui occupait le poste de milieu offensif. En juillet 2015, il devient directeur sportif du FC Barcelone.

## Carrière de joueur

### En club
Roberto Fernández Bonillo a évolué au début de sa carrière au CD Castellón durant deux saisons avant d'intégrer le Valence CF. Il y reste cinq saisons puis joue à partir de 1986 au FC Barcelone. Avec le Barça, il va gagner deux Coupes du Roi (en 1988 et 1990) ainsi que la Coupe des coupes en 1988-1989. La suite de sa carrière le verra jouer de nouveau au Valence CF puis au Villarreal CF et enfin au Córdoba CF où il termine sa carrière.

### En sélection
Il a joué 29 fois pour La Roja et a marqué un but. Il a fait partie de la sélection pour l'Euro 1984 où l'équipe d'Espagne atteint la finale et pour la Coupe du monde 1990.

## Directeur sportif du Barça
Le 20 juillet 2015, il est nommé directeur sportif du FC Barcelone par le président Josep Maria Bartomeu. Il est remplacé par Éric Abidal en juin 2018.

## Palmarès
- FC Barcelone :
  - Coupe des coupes : 1989
  - Coupe du Roi : 1988, 1990